# Lopa Mudra
En el marco de la mitología hindú, Lopa Mudra fue una religiosa y poetisa india, la reputada esposa del sabio Agastia.
- लोपा-मुद्रा, en escritura devánagari.
- lopā-mudrā, en el sistema AITS (alfabeto internacional de transliteración sánscrita).

También es llamada Kauṣītakī (descendiente de Kaushitaka) y Varáprada (dadora de bienes).
Agastia es conocido también como Lopāmudrā Pati (‘esposo de Lopāmudrā’) y como Lopāmudrā Sajáchara (‘el que va con Lopa Mudra’, siendo sahá: ‘con’ y chara: ‘ir’).
De acuerdo con la leyenda, el sabio la creó a partir de las partes más bellas de varios animales (tal como los ojos de un venado, etc.).
El nombre Lopámudra significa la pérdida (lopā) que los animales experimentaron al dar sus bellezas distintivas (mudrā: ‘característica, símbolo’).
Luego la introdujo secretamente en el palacio del rey de Vidarbha, donde ella creció como una princesa.
Agastia la había creado con la intención de experimentar la vida de casado (grihastha).
El rey la crio como su propia hija.
Cuando ella creció, Agastia pidió su mano como limosna del rey (que estaba obligado a dar limosna a los bráhmanas).
Lopamudra accedió a casarse con él y abandonó su palacio para vivir en la ermita del sabio.
En el Majábharata (Vana-parva y Tirtha-yatra-parva), se menciona que Agastia Rishi realizó penitencias en Ganga Dwara (la ‘puerta del Ganges’, en Haridwar), con la ayuda de su esposa Lopa Mudra (la princesa de Vidharba).
Sin embargo, después de un tiempo, la joven se cansó de las austeridades de Agastia.
Escribió entonces un himno de dos versos, pidiéndole atención y amor.
El himno hizo que Agastia se diera cuenta de sus deberes conyugales.
Lopa Mudra le pidió a su esposo que adquiriera inmensas riquezas.
Agastia fue hasta donde vivía el rico demonio Ilvala y una vez que lo conquistó, satisfizo a su esposa con todas las riquezas de él.
Entonces tuvieron un hijo llamado Dridhasyu, que más tarde se convertiría en poeta.
Ella es considerada autora del texto 1.179.4 del Rig veda.
Se cree que ella, junto con su esposo, es la responsable de difundir la fama del Lalita sahasranama (los mil nombres de la diosa Lalita).